# Partners i olympiska sommarspelen 2012
För att finansiera delar av kostnaderna att arrangera de olympiska spelen i London 2012 har arrangörerna slutit reklamavtal med partners (sponsorer). Företagen har delats in i fyra kategorier (efter storleken av partnerskapet/sponsorskapet): "Worldwide", "Tier 1", "Tier 2" samt "Tier 3".
WorldwideVärldsomspännande partners
| - Acer Inc. - Atos Origin - The Coca-Cola Company - Dow Chemical Company* - General Electric - McDonald's | - Omega SA - Panasonic - Procter & Gamble - Samsung - VISA |

- *Dagen innan invigningen hotar den indiska truppen, med brottaren Sushil Kumar som fanbärare, att inte närvara vid invigningen. Orsaken är att företaget som låg bakom Bhopalkatastrofen, Union Carbide 1999 köptes upp av Dow Chemicals, som är en av de största största sponsorerna till de olympiska spelen. Union Carbide/Dow Chemicals låg också bakom det avlövningsmedel som USA använde i vietnamkriget, kallat agent orange, som orsakade enorma skador inte minst på ofödda barn när gravida kvinnor fick i sig det. Dow Chemicals var även en av producenterna av det fruktade stridsmedlet napalm som användes vid samma krig.

Den 9 september 2011 hade 44 företag slutit nationella partnerskap. De totala inkomsterna översteg efter detta 700 M£ (miljoner brittiska pund) från sponsorer.
Domestic Tier One PartnersFörsta nivåns nationella partners
| - Adidas - BMW - BP - British Airways | - British Telecom - EDF Energy - Lloyds TSB |

Domestic Tier Two SupportersAndra nivåns nationella partners
| - Adecco - ArcelorMittal - Cadbury - Cisco | - Deloitte - Thomas Cook Group - United Parcel Service |

Domestic Tier Three Providers and SuppliersTredje nivåns nationella partners
| - Aggreko - Airwave Solutions - Atkins - Boston Consulting Group - CBS Outdoor - Crystal CG | - Eurostar - Freshfields Bruckhaus Deringer LLP - G4S - Glaxo Smith Kline - Gymnova - Heathrow Airport | - Heineken UK - Holiday Inn - John Lewis - McCann Worldgroup - Mondo - Nature Valley | - Next - The Nielsen Company - Populous - Rapiscan Systems - Rio Tino | - Technogym - Thames Water - Ticketmaster - Trebor - Westfield Group |